# Afonso Bezerra (ort)
Afonso Bezerra är en ort i Brasilien.   Den ligger i kommunen Afonso Bezerra och delstaten Rio Grande do Norte, i den östra delen av landet, 1 700 kilometer nordost om huvudstaden Brasília. Afonso Bezerra ligger 68 meter över havet och antalet invånare är 6 947.
Terrängen runt Afonso Bezerra är platt. Runt Afonso Bezerra är det mycket glesbefolkat, med 6 invånare per kvadratkilometer.. Det finns inga andra samhällen i närheten.
Omgivningarna runt Afonso Bezerra är huvudsakligen savann.